# Francisco de Castel Rodrigo
Francisco de Moura Cortereal, marquis de Castel Rodrigo (1610 - 26 novembre 1675), est un homme politique espagnol, fils de Manuel de Castel Rodrigo.
En 1656, il est nommé premier duc de Nocera, dans le royaume de Naples.
Il fut vice-roi de Catalogne de 1663 à 1664 et gouverneur des Pays-Bas espagnols de 1664 à 1668, période durant laquelle il dut faire face à la guerre de Dévolution.